# Баловин, Евгений Александрович
Баловин, Евгений Александрович (29 ноября 1982, Пермь) — российский спортсмен. Чемпион России по рукопашному бою 2006 года, победитель Кубка России по рукопашному бою 2004, 2005, 2016 годов. Чемпион Войск Национальной гвардии РФ по комплексному единоборству 2019 года. Чемпион XVII Международного турнира на Кубок ОДКБ по комплексному единоборству среди сотрудников силовых структур государств-членов ОДКБ 2019 года. Чемпион Мира по универсальному бою 2010, 2013, 2014 годов. Чемпион Европы по универсальному бою 2009—2013 годов. Заслуженный мастер спорта России (2012 год, универсальная борьба).

## Биография
Евгений Баловин родился 29 ноября 1982 года в городе Перми. В 1999 году, после окончания школы, поступил на интендантский факультет Пермского военного института ВВ МВД РФ. В 2004 году окончил его с отличием. В 2005 году получил дополнительное образование в Пермском Государственном университете по специальности «Государственное и муниципальное управление».
С 1995 года и по настоящее время занимается различными видами спортивных единоборств.
С 2004 года проходил военную службу в спортивном клубе Приволжского округа войск национальной гвардии Российской Федерации в должности тренера спортивной команды, получил воинское звание подполковник.
С 2022 года Президент Пермской краевой Федерации рукопашного боя.
Женат, воспитывает троих дочерей.